# Juscelino Kubitschek
Juscelino Kubitschek de Oliveira (12. rujna 1902. – 22. kolovoza 1976.), poznat i po svojim inicijalima JK, bio je brazilski političar koji je od 1956. do 1961. godine bio predsjednik Brazila. Njegov mandat bio je obilježen političkom stabilnošću i ekonomskim prosperitetom, a daleko najpoznatiji po izgradnji Brasilije, novog glavnog grada Brazila. Zbog svojih ambicioznih planova i napretka za njegova mandata, Kubitschek se danas smatra ocem modernog Brazila te jednim od najpopularnijih brazilskih političara.

## Životopis
Juscelino Kubitschek je rođen 12. rujna 1902. godine u Diamantini, država Minas Gerais. Njegov otac João César de Oliveira (1872. – 1905.) je bio trgovački putnik, a majka Julia Kubitschek (1873. – 1971.), podrijetlom Čehinja, učiteljica. Otac je mu je umro kada je Juscelino imao samo 3 godine.
U djetinjstvu i mladosti volio je nogomet i amaterski igrao za nogometni klub America Mineiro iz Belo Horizontea. Studirao je medicinu i postao liječnikom 1927. godine. Oženio se 1931. godine sa Sarah Lemos. Poslije kraće specijalizacije u Parizu, Kubitschek se zapošljava kao doktor-satnik u Vojnoj policiji, od kada se i počinje baviti politikom. Kubitschek biva izabran za državnu skupštinu Minas Geraisa, 1934. godine. S napredovanjem ideje Estado Novo (autoritativni princip vršenja vlasti u Brazilu, po uzoru na Portugal, postavljen od strane dotadašnjeg predsjednika Getúlija Vargasa) Kubitschek biva prisiljen vratiti se medicini. Ipak, 1940. godine, biva izabran za gradonačelnika Belo Horizontea.
Poslije ovoga, ponovo ulazi u skupštinu Minas Geraisa, 1946. godine, a pet godina kasnije postaje i guverner države Minas Gerais. Godine 1955. se kandidira za predsjednika Brazila pod sloganom "50 godina za 5", i pobijedio. Položio je predsjedničku zakletvu 31. siječnja 1956. godine i postao predsjednik Brazila (tada poznat kao Republika Sjedinjenih Država Brazila).
Među mnogim projektima koje je uspio pokrenuti i završiti bila je i Brasilia, novi glavni grad Brazila, smješten u srcu Brazila. Dana 2. listopada 1956. godine prilikom njegove prve posjete mjestu izabranom za podizanje novog grada - tada pustoši u središnjem Brazilu - Kubitschek je entuzijastički prorekao: S ove uzvišice, s ovog usamljenog mjesta koje će uskoro postati točka glavnih nacionalnih odluka, vidim budućnost moje zemlje i mogu predvidjeti novu zoru moje domovine koja se, u budućnosti, oslanja samo na svoju sudbinu. Osim prijestonice, glavne prometnice su izgrađene za vrijeme njegovog mandata, kao i Brazilska autoindustrija.
Ekonomija je eksplodirala, ali po visokoj cijeni. Mnoge investicije u zemlji su bile plaćane štampanjem novca, tako da je slogan koji ga je doveo na mjesto bio promijenjen u "50 godina inflacije za 5". Tadašnja brazilska valuta, cruzeiro, kao i većina tadašnjih latinoameričkih valuta strmoglavo je gubila na vrijednosti. Zemlja se još više zaduživala trudeći se platiti ambiciozne projekte. Treba ipak istaći da su ovi dugovi bili iznimno mali u odnosu na vanjski dug koji je napravila vojna diktatura koja je počela vojnim pučem 1964. godine i trajala 21 godinu.
Kubitscheka je naslijedio Jânio Quadros, 1961. godine. Kada je vojska preuzela vlast 1964. godine, Kubitschekova politička prava su bila suspendirana na 10 godina, poslije čega je otišao izvan zemlje, uglavnom u Europu i SAD. Vratio se u Brazil 1967. godine, a nakon toga je bio bankar. Godine 1976. Kubitschek je poginuo u prometnoj nesreći kod mjesta Resende u državi Rio de Janeiro. 350 000 ljudi je bilo prisutno na pogrebu u Brasiliji. Njegov grob se nalazi u Memorijalnom Centru JK, koji je otvoren 1981. godine.
Zračna luka kao i najotmjeniji hotel u Brasiliji nosi ime ovog brazilskog predsjednika.

## Kritika

### Gospodarstvo
Na dušu mu se stavlja to što je davao prioritet razvoju automobilskog prometa na štetu željezničkog, što je dovelo do izolacije određenih gradova. Mnogi su smatrali da bi favoriziranje željezničkog prometa bilo od većeg interesa tadašnjem Brazilu.
Druga veća mrlja je bilo potčinjavanje domaće ekonomije inozemnoj (kako je sam predjsednik izjavljivao združeni kapital) i nekontrolirano tiskanje novca (što je uzrokovalo inflaciju) zbog raskidanja suradnje s MMF-om.

### Korupcija
Kubitscheku se također optužuje i za korupciju. Optužbe o korupciji su počele još u vrijeme kada je bio senator, a pojačale su se u razdoblju kada je bio predsjednik. Prilikom izgradnje Brasilije, bilo je indicija da su računi za neke radove bili mnogo veći od stvarnih, kao i da su poslove dobivale uglavnom firme vezane za Kubitschekovu političku grupu, kao i činjenica da je PANAIR do Brasil bilo jedino poduzeće koje je obavljalo prijevoz ljudi i roba za ovaj projekt. U to vrijeme se u novinama pojavio članak u kojem je JK rangiran među sedam najbogatijih ljudi na svijetu, što nikada nije dokazano. U prilog ovome ide i činjenica da ga je njegov protukandidat na sljedećim izborima za predsjednika, Jânio Quadros, pobijedio sa sloganom "Pomesti korupciju".
Kada je vojna hunta preuzela vlast u Brazilu, bilo mu je zabranjeno baviti se politikom 10 godina. Bez obzira na to, on se nije planirao tako lako predati. Vojna hunta je prijetila da će pokrenuti istragu u vezi korupcije za vrijeme njegovog mandata, kako bi ga demoralizirala od ponovnog uključenja na političku scenu. Usprkos čvrstim indicijama moguće korupcije i pritiska nekih političara i javnosti tog vremena JK nikada nije ni formalno odgovarao na optužbe.

### Stvaranje Brasilije
Konstrukcija Brasilije je sama za sebe bila motiv za kritiku. Očigledno visoki ugovori, neefikasne logističke metode, umjetno stvaranje osjećaja hitnosti bile su samo neke od indicija da nešto nije u redu. Mnogi smatraju da je hitnost u konstrukciji Brasilije bila nepotrebno rasipanje, naročito kada se radi o zemlji s mnogim socijalnim zahtjevima i nedostatkom resursa. Neki su kritizirali i udaljenost novog glavnog grada od velikih brazilskih centara kao što su Rio de Janeiro i São Paulo.

### Pobune
Za vrijeme svog mandata Kubitschek je bio suočen s dvije pobune časnika zračnih snaga u mjestima Jacareacanga i Aragarças (poslije smirivanja pobuna, i suđenja, vođe je ipak isti predsjednik poslije pomilovao).

## Vanjske poveznice
|  | Zajednički poslužitelj ima stranicu o temi Juscelino Kubitschek |